# Månskensnatt i Åmotfors
Månskensnatt i Åmotfors är en sång skriven av Plura Jonsson, och inspelad av Sven-Ingvars 1996 på albumet Lika ung som då.
Den spelades också in av Eldkvarn 2002.

### Fotnoter
1. ↑  ”Lika ung som då”. Svensk mediedatabas. 6 mars 1996. http://smdb.kb.se/catalog/id/001524642. Läst 19 augusti 2014.
2. ↑  ”Lika ung som då”. Brott lönar sig alltid. 6 mars 2002. http://smdb.kb.se/catalog/id/001551083. Läst 19 augusti 2014.